# Теодорович, Юзеф Теофил
Ю́зеф Теофи́л Теодоро́вич (пол. Józef Teofil Teodorowicz, арм. Յովսէփ Թէոֆիլ Թէոդորովիչ; 25 августа 1864, Живачов на Покутье — 4 декабря 1938, Львов) — львовский архиепископ армяно-католического обряда, теолог, политик.

## Биография
Юзеф Теодорович происходил из шляхетской семьи армянского происхождения, которая столетиями проживала в Польше. Окончил гимназию в Станиславе, после чего поступил на юридический факультет в Черновицком университете на Буковине. Во время учёбы испытал кризис веры. Через год поступил в духовную семинарию во Львове.
2 января 1887 года был посвящён в сан армяно-католическим архиепископом Исааком Николаем Исаковичем. В 1890—1897 годах служил приходским священником в Бережанах, позже гремиальным каноником во Львове. Сотрудничал с князем Адамом Стефаном Сапегой. В 1901 году, после смерти архиепископа Исаковича, в возрасте 37 лет принял сан архиепископа и Львовскую епархию Լվովի Հայ արքիպիսկոպոս. В 1908—1930 годах проводил капитальный ремонт львовского Армянского собора, который был украшен фресками Яна Генрика Розена и мозаиками Юзефа Мехоффера.
Юзеф Теодорович занимался активной общественной и политической деятельностью. В 1902—1918 годах был депутатом краевого галицкого сейма во Львове и верхней палаты австро-венгерского парламента в Вене, где занимал пропольскую позицию. В 1919—1922 годах был депутатом учредительного сейма, а в 1922—1923 годах — сенатором от Стронництва Христианско-Народного.
Почётный гражданин городов Бережаны и Львова, доктор honoris causa Львовского университета им. Яна-Казамира.
Умер во Львове, где был похоронен на кладбище «Львовских орлят», откуда после уничтожения кладбища в годы советской власти его останки были перенесены в фамильный склеп на Лычаковское кладбище. Перезахоронение архиепископа Юзефа Теодоровича состоялось 7 июня 2011 года во Львове.